# Václav Jirásek
Václav Jirásek ( 1906 - 1991) fue un botánico checo, y destacado agrostólogo.

## Algunas publicaciones

### Libros
- frantisek Starý, v. Jirásek, j.j. Hoedeman. 1975. Geneeskruiden. Meulenhoff bibliotheek voor de natuur. Ed. Meulenhoff. 190 pp. ISBN 9029002409
- -------, ---------, františek Severa. Helbredende planter fra hele Europa: særpreg - virkning - tilberedning. Ed. Schibsted. 183 pp. ISBN 8251602742
- ---------, ---------, ulla-liisa Kyllijoki. 1976. Lääkekasvit. Ed. Kirjayhtymä. 172 pp. ISBN 9512611430

- La abreviatura «V.Jirásek» se emplea para indicar a Václav Jirásek como autoridad en la descripción y clasificación científica de los vegetales.[2]